# Så til søs
Så til søs er en dansk film fra 1933 instrueret af Emanuel Gregers efter manuskript af Fleming Lynge og Mogens Dam. Filmkomedie fra et fiskerleje. Udkommet på DVD i Nordisk Films 100-års jubilæum.

## Handling
Vi er i fiskerlejet "Fjordby". I en beskeden hytte bor de tre gamle fiskere, Ole, Jens og Peter. De er brødre, skikkelige og hjertensgode, der ikke gør noget menneske fortræd. Da den lille Sussis forældre døde, tog de barnet til sig, og hun bor nu oppe på kvisten. Hun elsker sø og saltvand og tjærelugt - samt den unge, kønne toldassistent Wilfred - selv om hun bærer dette som en hemmelighed - skjult i sit lille hjerte.
Da brødrene får et godt tilbud om at låne penge til et hotel, slår de straks til. Det er dog den skumle entreprenør Gravenkop, de låner pengene af. Samtidig bliver der smuglet til byen; billigt sprut er i omløb. Sus forsøger sammen med sin ven Stille at opklare forbrydelsen. 

## Medvirkende
Blandt de medvirkende kan nævnes:
- Marguerite Viby
- Chr. Arhoff
- Axel Frische
- Aage Foss
- William Bewer
- Schiøler Linck
- Peter Nielsen
- Johannes Meyer
- Katy Valentin
- Elith Foss